# Hyperion (árbol)

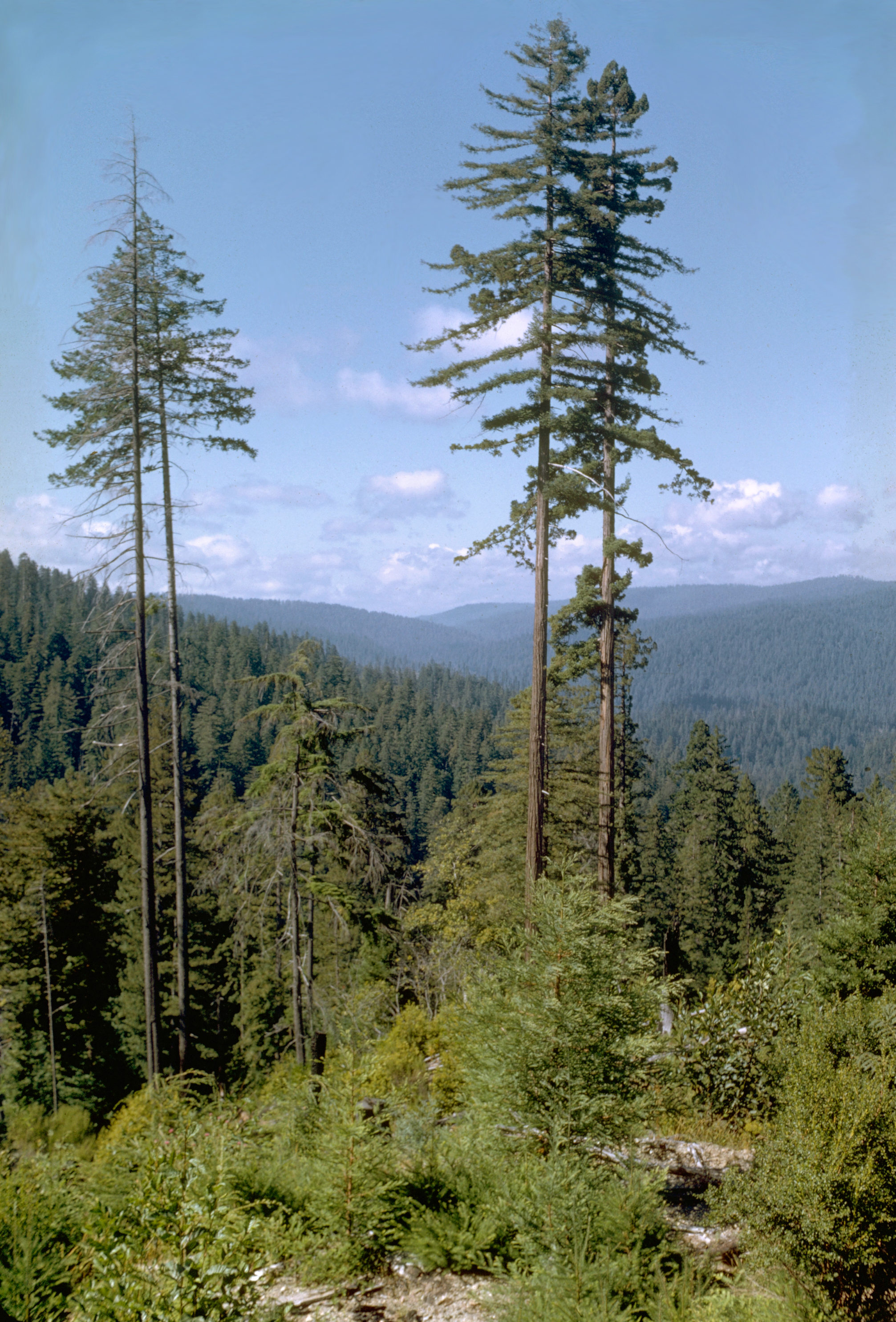
Hyperion en el Parque Nacional Redwood, California (EE.UU).

Hyperion es el nombre dado al árbol y ser viviente más alto del planeta (descubierto), una Sequoia sempervirens, de 115,85 metros de altura, localizada en el Parque nacional Redwood, al norte de California (Estados Unidos).
Su descubrimiento fue el 8 de septiembre de 2006, desbancando al Stratosphere giant, otro árbol que, con una altura de 112,83 metros en 2004, era hasta entonces considerado como el más alto.

## Orígenes
Durante cuatro años dos excursionistas, Chris Atinks y Michael Taylor, en una caminata por el parque nacional descubrieron un árbol que superaba la altura estimada hasta nuestros días. Este árbol recibió el nombre de Hyperion debido a la similitud que tenía con el titán de la mitología griega hijo del dios Urano (del cielo) y de la diosa Gea (la Tierra). 
Hasta que se descubrió a Hyperion, se creía que el árbol más grande del mundo era el conocido como "El gigante de la estratosfera", situado también en el Parque nacional Redwood. Este árbol sigue creciendo, y en 2010 ya había llegado a los 113,3 metros.
Un eucalipto que vivió en Australia en el año 1872 tuvo una altura superior a los 132 metros.

## Características
Este tipo de árbol es originario de California. En condiciones naturales habita desde el nivel del mar hasta los 900 metros de altura. Es un árbol perennifolio que en condiciones adecuadas puede alcanzar hasta los 100 metros de altura. Tiene una forma piramidal, con tronco grueso de hasta unos 4-5 m de diámetro, de corteza pardo oscura que se desprende en placas irregulares dejando al aire libre nuevas placas de color rojizo. Sus hojas son perennes, rígidas y punzantes con dos tonos de color, blanco por la cara inferior y verde oscuro por la parte superior. Planas, lanceadas, de 0,6 a 1,8 cm de largo, muy duras y de color verde oscuro.
La especie prefiere suelos frescos y profundos en ambientes húmedos con inviernos templados, pues aunque pueden adaptarse bien a los diferentes cambios de temperatura se ven muy afectados por las heladas tardías. Otra de sus principales características es su gran longevidad ya que puede superar el millar de años y su rapidez de crecimiento es inigualable alcanzando los 1,80 metros/ año entre los cuatro y los diez años de edad. 
Su madera es muy apreciada tanto para la construcción como para la realización de muebles debido a que es ligera, estable y de un color rojo llamativo muy resistente a pudriciones, al ataque de insectos y al fuego.
Se estima que Hyperion tiene 600 años, mientras que otros informan que tiene aproximadamente 700–800 años.
La ubicación exacta de Hyperion se mantiene en secreto para proteger el árbol del daño que podría ocasionar el turismo de masas.
En febrero de 2012, Hyperion apareció en el documental de BBC Radio 4 James and the Giant Redwoods de James Aldred.

## Los árboles más altos del planeta
| Nombre del árbol   | Altura (m) | Localización                              |
| ------------------ | ---------- | ----------------------------------------- |
| Hyperion           | 115.90     | Parque nacional Redwood                   |
| Helios             | 114.58     | Parque nacional Redwood                   |
| Icarus             | 113.14     | Parque nacional Redwood                   |
| Stratosphere giant | 113.11     | Parque Estatal Humboldt Redwoods          |
| Fusion Giant       | 112.71     | Parques Nacionales y Estatales de Redwood |
| Orion              | 112.63     | Parques Nacionales y Estatales de Redwood |
| Lauralyn           | 112.62     | Parque Estatal Humboldt Redwoods          |
| Paradox            | 112.56     | Parque Estatal Humboldt Redwoods          |
| Mendocino          | 112.20     | Reserva estatal de Montgomery Woods       |
| Apex               | 112.00     | Parque Estatal Humboldt Redwoods          |